# Kafr Takhārīm
Kafr Takhārīm (arabiska: كفر تخاريم) är en subdistriktshuvudort i Syrien.   Den ligger i provinsen Idlib, i den nordvästra delen av landet, 290 kilometer norr om huvudstaden Damaskus. Kafr Takhārīm ligger 469 meter över havet och antalet invånare är 22 436.
Terrängen runt Kafr Takhārīm är kuperad. Närmaste större samhälle är Ma‘arratmişrīn, 18,3 kilometer sydost om Kafr Takhārīm.
Trakten runt Kafr Takhārīm består till största delen av jordbruksmark. Runt Kafr Takhārīm är det ganska tätbefolkat, med 179 invånare per kvadratkilometer.